# Барлассина
Барлассина (итал. Barlassina) — коммуна в Италии, в провинции Монца-э-Брианца области Ломбардия.
Население составляет 6231 человек (на 2004 г.), плотность населения составляет 2964 чел./км². Занимает площадь 2,97 км². Почтовый индекс — 20030. Телефонный код — 0362.
Покровителем коммуны почитается святой Иулий Ортский, празднование 31 января.